# Herpetocetins
Els herpetocetins (Herpetocetinae) són una subfamília extinta de cetacis misticets de la família dels cetotèrids que tingueren una distribució cosmopolita entre el Miocè mitjà i el Plistocè superior. Se n'han trobat restes fòssils a Bèlgica, els Estats Units, el Japó, Mèxic, els Països Baixos, el Regne Unit i Xile. Les espècies d'aquest grup eren cetacis menuts, cosa que podria haver contribuït a la seva extinció fa aproximadament 3 milions d'anys com a resultat de la glaciació de l'hemisferi nord.